# Shmaya
Shmaya (en hebreo: שמעיה) (en griego koiné: Σαμαίᾱς) fue un rabino y un sabio de la época anterior a la Mishná, que vivió en el mismo periodo histórico que Abtalión. Ambos son conocidos como zugot ("pares"). Los dos eran conversos al judaísmo, y ambos eran descendientes del Rey Senaquerib del Imperio Asirio, el cual destruyó el Reino del Norte de Israel. Según la Mishná (Tratado Pirkei Avot 1:9-10), ambos Shmaya y Abtalión estudiaron la santa Torá bajo la dirección del Rabino Simeón ben Shetach. El historiador Josefo menciona a Shmaya por su nombre griego Sameas (en griego: Σαμαίας). Shmaya lideró el Sanedrín durante el periodo de transición entre la dinastía asmonea y la ascensión al poder del Rey Herodes el Grande. Según Josefo, Shmaya era un discípulo de Polión el Fariseo, el cual, en la literatura rabínica, es conocido como Abtalión. Herodes tenía en gran estima y honor a los dos: Shmaya y Abtalión.
Shmaya fue el líder de los fariseos durante el siglo I después de Cristo, fue así mismo el presidente del Sanedrín antes del reinado de Herodes el Grande. Él y su colega Abtalión son mencionados en el tratado Pesahim de la Mishná y el Talmud. De la vida política de Shmaya solamente se ha reportado un incidente. Cuando Herodes condenó a la pena capital al líder del partido nacional en Galilea, Hircano II permitió al Sanedrín citar al acusado ante el tribunal rabínico (Bet Din). Herodes se presentó ante el tribunal, ataviado con sus vestimentas reales de color púrpura, ante tales vestimentas los miembros del Sanedrín perdieron su coraje. Solamente Shmaya fue valiente y dijo: 
"Quien que ha aparecido ante nosotros aquí, formulando una acusación capital, parece ser alguien que ordenaría nuestra ejecución inmediata en caso de ser declarados culpables. Aun así, no puedo culpar a él menos que a ustedes, ya que si permitimos tal acto sería una burla a la justicia. Deben ustedes saber que aquel ante el cual ustedes tiemblan, algún día les entregará al verdugo."
Esta tradición se encuentra en la obra Antigüedades judías de Flavio Josefo. De la vida privada de Shmaya se sabe poco, excepto que fue un alumno del Rabino Simeon ben Shetach. Las tumbas de Shmaya y Abtalión están situadas en Jish, una población cristiana maronita ubicada en Galilea.